# Imke Heymann

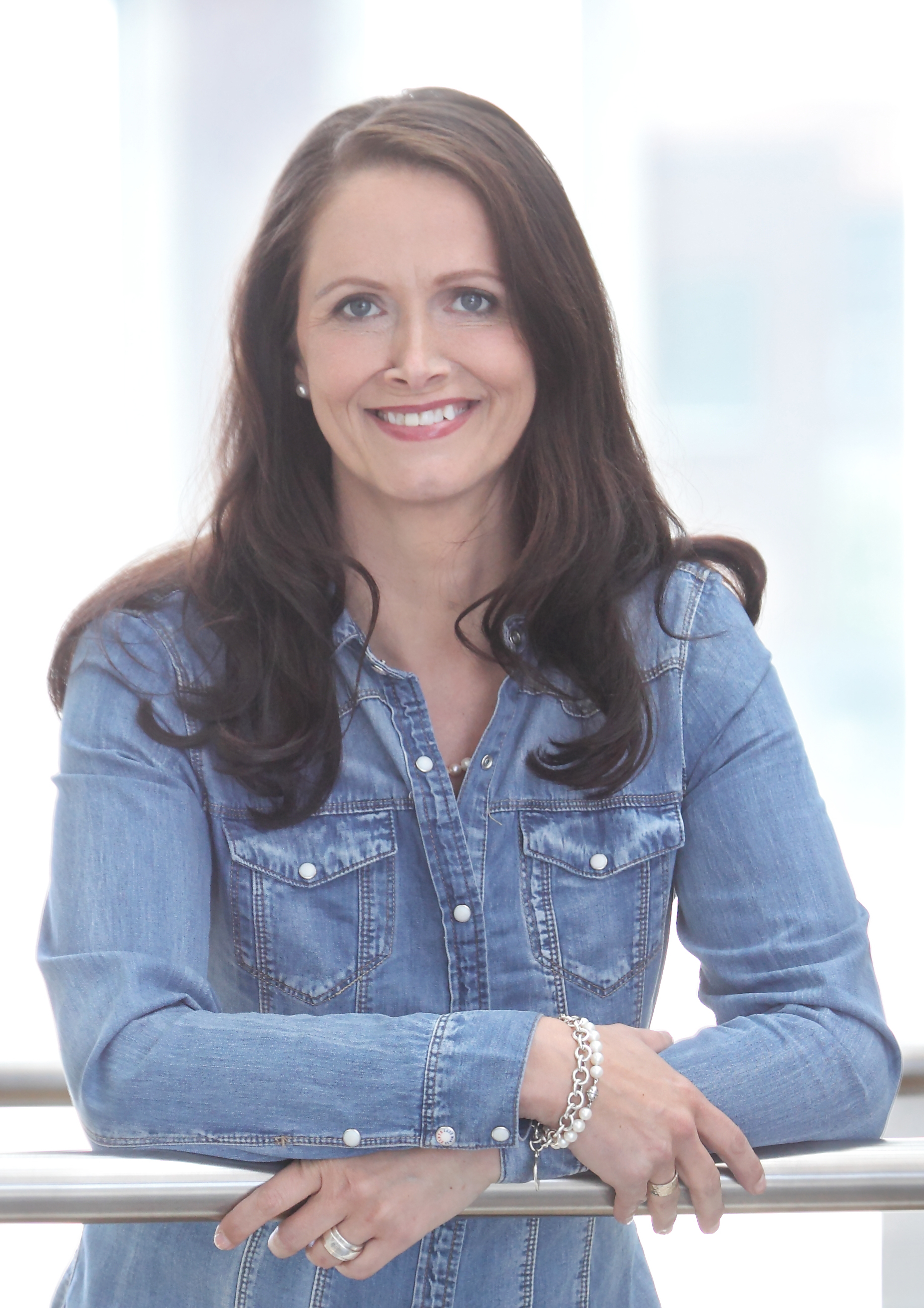
Imke Heymann (2015)

Imke Heymann (* 17. Juli 1973 als Imke Schmidt in Leipzig) ist eine deutsche Politikerin (parteilos). Sie ist amtierende hauptamtliche Bürgermeisterin der nordrhein-westfälischen Stadt Ennepetal.

## Leben
Imke Heymann besuchte bis 1990 die Polytechnische Oberschule „Kurt Kresse“ in Leipzig-Großzschocher. Im Anschluss absolvierte sie eine Ausbildung zur Einzelhandelskauffrau bei der Warenhauskette Kaufhof. Ab 1993 arbeitete sie als Kauffrau im Einzelhandel. Mit verschiedenen Fortbildungen bildete sie sich weiter: Erstverkäuferin (1996), Abteilungsleiter-Assistentin (1997 in Würzburg), Trainerin (1998), Bereichsleiterin (2003 in Köln), Kompaktstudium an der FernUniversität in Hagen (2003 bis 2005) und Personalwesen (2008). Sie arbeitete seit 2012 als Leiterin der strategischen Personalentwicklung und Berufsausbildung der Galeria Kaufhof GmbH, war seit Januar 2015 Geschäftsführerin der Galeria Personalservice GmbH, einer Kaufhof-Tochter, und zusätzlich seit Mai 2015 Leiterin von Personalentwicklung und Berufsausbildung bei Galeria Kaufhof.
2013 heiratete sie den Leiter des Amtes für Informationstechnik der Stadt Wuppertal sowie Parteigeschäftsführer und Fraktionsvorsitzenden der CDU Ennepetal und zog nach Ennepetal.
Seit 2014 war sie Mitglied des Sportausschusses der Stadt Ennepetal und war bis zu ihrer Wahl zur Bürgermeisterin Mitglied des Ausschusses für Stadtentwicklung und Wirtschaftsförderung. Von 2013 bis 2020 war sie Mitglied der CDU. Für ihre zweite Kandidatur wurde sie als parteilose Kandidatin von CDU, SPD und Bündnis 90/Die Grünen unterstützt.

## Bürgermeisteramt
Für die Bürgermeisterwahl 2015 in Ennepetal wurde sie als Mitglied der CDU von dieser, dem Bündnis 90/Die Grünen, den Freien Wählern Ennepetal und der FDP als gemeinsame Kandidatin aufgestellt. Sie gewann die Wahl am 13. September mit 51,39 Prozent der gültigen Stimmen bei einer Wahlbeteiligung von 42,7 Prozent. Sie ist Nachfolgerin von Wilhelm Wiggenhagen (parteilos), der in den Ruhestand ging. Für die Bürgermeisterwahl 2020 in Ennepetal wurde sie als gemeinsame Kandidatin von CDU und SPD aufgestellt und wurde von Bündnis 90/Die Grünen unterstützt. Sie wurde mit 70,29 Prozent der gültigen Stimmen wiedergewählt bei einer Wahlbeteiligung von 49,7 Prozent.